# Naracoorte Lucindale Council
Naracoorte Lucindale Council is een Local Government Area (LGA) in de Australische deelstaat Zuid-Australië.